# Antonio Semerari
Antonio Semerari (Martina Franca, 1950) è un saggista e psichiatra italiano.

## Biografia
È figlio di Aldo Semerari, famoso psichiatra e criminologo, nonché criminale legato all'eversione nera, assassinato nel 1982.
Subito dopo la laurea ha cominciato ad interessarsi alla psicologia e alla psicoterapia cognitiva, risultando tra coloro che, dopo Vittorio Guidano, hanno contribuito alla diffusione del cognitivismo clinico in Italia.
Negli anni novanta cominciò ad interessarsi dello studio della relazione terapeutica con particolare riguardo per i pazienti gravi; il tema era allora scarsamente trattato in terapia cognitiva e il libro ebbe una certa risonanza anche per il confronto sistematico con le teorie psicoanalitiche e certamente contribuì allo sviluppo di un dialogo tra le due tradizioni di ricerca.
Gli interessi per la dimensione interpersonale della psicoterapia lo portarono ad interessarsi del trattamento dei pazienti relazionalmente difficili in particolare dei pazienti con Disturbi di Personalità, incentrando le proprie ricerche sulle variazioni delle funzioni metacognitive, ovvero su come si modificano le capacità dei pazienti di monitorare, comprendere e regolare i propri contenuti mentali.
Il lavoro di ricerca suo e dei suoi collaboratori, tra cui ricordiamo Giuseppe Nicolò, Giancarlo Di Maggio e Antonino Carcione ricevette abbastanza presto un certo riconoscimento internazionale e due strumenti di indagine del processo terapeutico ideati dal gruppo, la Scala di valutazione della Metacognizione (Svam) e la Griglia degli Stati Problematici, vengono utilizzate da gruppi di diversi paesi.
Nel 2000 Semerari venne eletto presidente della Sezione Italiana della Society for Psychotherapy Research (S.P.R.), carica che tenne fino al congresso internazionale del 2004.

## Opere
- Le teorie cognitive dei disturbi emotivi, (con Francesco Mancini, 1990
- I processi cognitivi nella relazione terapeutica, 1991
- Storia, teorie e tecniche della psicoterapia cognitiva, Laterza Editori, 2000
- L'amante degli ultimi fuochi, Piemme, 2011
- Il delirio di Ivan. Psicopatologia dei Karamazov, Laterza Editori, 2014

| Controllo di autorità | VIAF (EN) 15025626 · ISNI (EN) 0000 0000 7844 004X · SBN CFIV057672 · LCCN (EN) n85384325 · BNF (FR) cb146198548 (data) |